# Кристиан, Флетчер
Флетчер Кристиан (англ. Fletcher Christian; 25 сентября 1764, Камберленд, Англия, Королевство Великобритания — 20 сентября 1793, Питкэрн) — помощник капитана корабля «Баунти» Уильяма Блая во время рокового плавания на Таити за ростками хлебного дерева. Кристиан возглавил мятеж и принял командование кораблём 28 апреля 1789 года.

## Биография
Родился 25 сентября 1764 года в многодетной семье мелкопоместного дворянина. Отец умер в 1768 году, когда Флетчеру не было и четырёх. Из-за расточительности матери, семья вынуждена была продать имение и переехать на остров Мэн, чтобы уйти от преследования кредиторов.
В детстве Флетчер Кристиан посещал пансион в графстве Камберленд. В 1783 году его имя появляется в судовой роли фрегата Королевского флота «Эвридика» (англ. Eurydice), направлявшегося в Индию. Кристиан хорошо зарекомендовал себя на службе, и уже через семь месяцев был произведён из мичмана в помощники капитана. Флетчер Кристиан дважды плавал под командованием капитана Блая на Ямайку.
После мятежа на «Баунти», Кристиан попытался основать колонию на Табуаи, однако из-за конфликтов с местным населением мятежники были вынуждены покинуть остров. Во время короткой остановки на Таити 16 июня 1789 года Кристиан женился на Маимити, дочери одного из вождей. Вместе с 8 членами экипажа, 6 таитянскими мужчинами и 11 женщинами Кристиан основал колонию на острове Питкэрн. Его сына звали Четверг-Октябрь.
Кристиан, вероятно, был убит во время восстания таитянцев на Питкэрне. У него остались два сына и дочь. В настоящее время его многочисленные потомки живут на Питкэрне, Норфолке, в Австралии и в Новой Зеландии.
Существуют слухи, что убийство Кристиана было мистификацией, и что ему удалось вернуться в Англию.

## Образ в кино и на телевидении
В XX веке появилось несколько кинофильмов и телесериалов о событиях на «Баунти» при участии известных артистов и режиссёров:
- «Мятеж на „Баунти“» (1935). Кристиан — Кларк Гейбл.
- «Вы там[англ.]», эпизод Mr. Christian Seizes the Bounty (April 28, 1789) (1956). Кристиан — Расселл Джонсон.
- «Мятеж на „Баунти“» (1962). Кристиан — Марлон Брандо.
- «Баунти» (1984). Кристиан — Мел Гибсон.